# إمبالا للبلاتين
شركة إمبالا للبلاتين القابضة المحدودة (بالإنجليزية: Impala Platinum Holdings Limited)‏، هي شركة تعمل في مجال تكرير وتسويق وتعدين معادن مجموعة البلاتين، وكذلك في النيكل والنحاس والكوبالت. في السنة المالية 2009، أنتجت إمبالا وحدها 1.7 مليون أوقية من البلاتين (ما يقرب من 25٪ من المعروض العالمي) و3.4 مليون أوقية من معادن مجموعة البلاتين. وتوظف الشركة حوالي 53000 شخص (بما في ذلك المقاولين) عبر عملياتها، والشركة أيضاً واحدة من الشركات التي تنتج البلاتين عالي الجودة بأقل تكلفة ممكنة. تضارب الشركة بأموالها في بورصة جوهانسبرغ وبورصة لندن.